# 破壊神マグちゃん
『破壊神マグちゃん』（はかいしんマグちゃん）は、上木敬による日本の漫画。『週刊少年ジャンプ』（集英社）において、2020年29号から2022年10号まで連載された。
ジャンルは「ゆるっと破壊神コメディ」と号され、コメディ漫画とされている。邪神はオリジナルだがモチーフの一つにクトゥルフ神話がある。作風を「ジャンプ本誌のオアシス的存在」「クトゥルー神話×ギャグ漫画の楽しさ」と表現された。ジャンプ連載陣における、ハードな展開への清涼剤となっているという側面も指摘されている
雑誌掲載が現実の季節にリンクしており、時間が進む。1話は中学2年生の夏で始まり、5巻の39話で3年生に進級し6巻の第49話では作中でも一年が経過した。流々の卒業を以て完結する。
邪神たちのデザインは、現実の生物をモデルにデフォルメアレンジして作っているという。
英タイトルは『God of destruction Mag-Menuek』。海外版ジャンプでの英タイトルは『Magu-chan: God of Destruction』。英語版がビズメディアから順次刊行され、日本でも電子版で入手可能。

## 沿革
上木の初連載・初単行本作品。『少年ジャンプGIGA』2019SUMMER3に読切版が掲載された後、連載になった。デビュー時から本作連載前までのペンネームは「木下敬次」だったが、連載にあたり改名した。
読切版は49ページの短編。木下敬次名義。本誌掲載を目指していたが、実現せず増刊掲載となった。キャラクターの名前が「マグ・メヌエク」「宮凪流々」「藤村錬」となっていた。単行本未収録。読切版のストーリーは、連載版の1話、6話、24・25話などにリファインされた。
1巻発売後の2020年11月、2巻発売後の2021年1月にはyoutubeでボイスコミックが公開された。連載一周年を迎えた2021年6月末に、人気投票開催、twitter開設などが行われた。
関連グッズとして他のジャンプ連載作品同様、イラストを流用したアイテムが幾つか販売されていたが、連載一周年を期に「初の公式グッズ」としてぬいぐるみが発売された。分体サイズ、税込2640円。2021年7月19日に発売され即完売となった。追加で受注を受け付けることになり、商品が2022年1月に発送された。
最終話の翌週のジャンプにて、伊原大貴の漫画『守れ!しゅごまる』の第11話にマグちゃんたちがゲスト出演を果たし、1話まるごとコラボ漫画となった。
連載終了後、2022年5月2日発売の『少年ジャンプGIGA』2022 SPRINGにて番外編を掲載。また、ナプタークがぬいぐるみ化された。
2024年3月15日発売の『勉タメジャンプ』2024 Vol.1にてナプタークが主人公の読切『ナプタークのわくわく5000円豪遊計画』が掲載された。

## あらすじ
混沌教団は異界から破壊神マグ=メヌエクを召喚するが、聖騎士団によって宝珠に封印される。時は流れ、宮薙流々が砂浜で宝珠を発見し封印を解く。だが、破壊神マグ=メヌエクは弱体化しており、手乗りサイズまで縮んでいた。流々にマグちゃんと名付けられ、同居することになる。マグちゃんはプロフィール帳をもらい、信徒＝友達を増やそうとする。ほかの邪神や聖騎士も、流々の町へとやって来る。
2年生編
悪天候により、流々の母の帰宅が困難となるも、マグちゃんの活躍により解決する。第三柱ミュスカーは、無位の2体を解放し、混沌教団にマグちゃんを迎え入れようとするも、撤退する。聖騎士イズマは中学校に転入する。
3年生編
力を蓄えたミュスカーが戦いを仕掛けてくる。第三柱と第六柱の合わせ技によって、マグちゃんは苦戦を強いられるも、総力戦により勝利。敗れたミュスカーは弱体化する。
聖騎士団の本隊がやって来て、保護と称して流々を連れ去る。マグちゃんたちは聖騎士団本部に攻め込み、ウーネラスと対決する。
最後の邪神、第二柱ユピススが姿を現す。事件は解決し、流々は中学を卒業する。

## 登場人物
声はジャンプ公式YouTubeチャンネルのボイスコミック版の声優。

### 主人公
マグ＝メヌエク（マグちゃん）
声 - 藤倉光
邪神側の主人公。大きな一つ目を持つピンク色のメンダコのような生物。
その正体は、かつて混沌の神々と呼ばれ恐れられた存在の中でも第一柱に位置する「『破滅』のマグ＝メヌエク」「破壊神」。 混沌教団と敵対していた聖騎士団により封印の宝珠に封印され、600年眠りについていた。封印の宝珠が海辺に流れ着いたことで流々に拾われ、復活を果たすが、永きに渡る眠りの影響によって肉体が大幅に弱体化してしまっている。
タコのような触腕が何本もあり、2本がウサ耳、2本が腕、残りが足のようになっている。
用いる権能は、破壊をもたらす光線を放つ「破滅の眼光」（発動の際は刺々しいフォルムに変形する）。弱体化した現在でも発動は可能だが、発射する度に疲弊する、全力で放つと干からびる、食物を摂取しすぎると制御不能になり暴走を引き起こすなど、肉体衰退による影響から抜け切れていない。またその肉体には謎が多く、自分の意志や外的要因によって変形する、口の中に広大な空間が広がっており物品を自在に出し入れできる、真っ二つになっても存在を失わず直ちに再生する、切り離された部分を分体に変化させ独自に行動させられる、などの特徴を持つ。
尊大な性格に古風な口調で、一人称は「我」、二人称は「貴様」。感性も独特で、語彙が闇や混沌といった方面に偏っているため、食事の感想を述べては「食レポがまずそう」、何かに命名しては「名前いかついな」と評されている。流々から初めて与えられた納豆を気に入り、主食としている。
自分を恐れるでも崇めるでもなく対等に接しようとする流々に興味を示し、同居生活を始めると共に、栄養摂取による肉体の再生と、自らを信奉する敬虔な使徒の獲得を目的に行動している。信徒を増やすためにプロフィール帳を使い、「破滅使徒血盟の書」と名付けたプロフィール帳に名前を書いてもらっている。涙依により、世界征服が目標にスケールアップした。
上木のコメントによると、イメージはウサ耳・メンダコ・中身ネコとのこと（1巻あとがき）。メンダコのフォルムをベースにウサ耳をつけ、性格面はネコ。原案ラクガキ、読切版と、デザインが2度変わって本誌連載版となった（2巻あとがき）。
宮薙 流々（みやなぎ るる）
声 - 北奈つき
人間側の主人公。海辺の田舎町に住む中学二年生の少女。一人称は「あたし」。
父親を小さいころに亡くし、母親が「海の向こう」へ出稼ぎしているため家で一人暮らしている。裕福とは言えない生活を送っているが、明るく無邪気で心優しき少女。潮干狩りや釣りを、実益を兼ねた趣味とする。初対面の相手から、知性が低そうだと言われることが多く、そのたびに憤慨している。
ある日、海辺でたまたま拾ったマグ=メヌエクを「マグちゃん」と呼び、友達として同居生活を始めた。また「ケンカするより仲良くなる方が簡単」を信条としており、マグちゃんと敵対する相手であろうと分け隔てなく接する。しばしばマグちゃんを頭の上に乗せている。「ナプタくん」「ウネさん」等の呼称も、流々によるものである。

### 主要人物：人間
2年時は流々・唯歌・桔梗と、錬・イズマが同じクラス。3年時は流々・錬・イズマが同じクラス。
39話で3年生に進級。
藤沢 錬（ふじさわ れん）
声 - 小黒幸希
流々の幼馴染である中学二年生の少年。流々の事が気になっている。実家は定食屋「ふじさわ食堂」。読切版および1話から登場。番外編主役。
当初は破壊神であるマグちゃんとあまりに親し気な状態を心配していたが、流々にとって必要な家族と認めるようになる。マグちゃんの第二使徒となったほか、ナプタークとも友人らしき関係を築く。オカ研入りする。イズマに学業を教えている。地味キャラであることを気にしている。
藤沢 鏻（ふじさわ りん）
錬の姉。高校一年生。ダウナーな性格で、一見するとかなり怠けた性格に見える。実家であるふじさわ食堂の仕事を手伝っている。棒アイスが好物。
一人暮らしの流々を気にかけ、食事や衣服の面倒を見てくれる。マグちゃんの存在をすんなりと受け入れたほか、ナプタークを店のアルバイトとして雇う。錬の流々に対する想いを知りつつも、脈が無いとして諦めるように諭している。6話から登場。
イズマ・キサラギ
十字の瞳と半白の髪を持つ、学生服を着た少年。中二病的な言動が多いイケメン。16歳。7話から登場。28話にて如月姓を名乗って中学に転入し、またオカ研入りする。
かつてマグちゃんたちを封印した聖騎士団の末裔。邪神を根絶やしにすることを使命としている。異国の秘境にある聖騎士団本部で修業の日々を送っていたが、マグちゃんたちの放つ混沌の波動を感じ取り、退治するためにやってきた。流々を邪神に支配されていると思い込み、勘違いしたまま救おうとしている。ウーネラスとは長年の付き合いで、邪神と聖騎士という矛盾した関係に思うところがある。
魔力があり、炎・氷・風・雷など数々の必殺技を持つバトル界の住人。ゆえに世間知らずで浮いている。幾度もマグちゃんに戦いを挑むが力およばずいなされ、節分イベントにて一時休戦を宣言し、流々の中学に転入する。
尾瀬 唯歌（おぜ ゆいか）
流々の友人。桔梗とは幼馴染で、11話から登場。
小柄で精神年齢が低く、口が悪くてイタズラ好き。その性質はマグちゃん曰く「悪童」であり、周囲から浮いた存在となっている。裏表のない非常に素直な性格であり、ゾンゼ＝ゲを認めて友人となる。
大家族で、弟妹が何人もいる。昔は前髪を垂らしていたが、桔梗からヘアゴムをもらってまとめて上げるようになった。第60話をきっかけにヘアゴムが変わる。
小深山 桔梗（こみやま ききょう）
流々の友人。唯歌とは幼馴染。唯歌や流々からは「キョーちゃん」と呼ばれる。11話から登場。
賢くておしとやかな一見優等生であるが、実は宇宙人やUMA、未確認生命体が大好きで、オカルト研究会に所属している。周囲にその趣味を理解されず隠してきたが、未知の生命体そのものであるマグちゃんに感激し、更には廃部の危機を救ってもらったことでマグ様と呼び崇拝するようになった。オカ研部室は「影潜みし破滅の神殿」と命名される。未知へのロマンに我を失って奇行に走りがち。工作が得意で、よくハサミを持っている。グ＝ラを迎え入れる。
一人っ子で鍵っ子。昔は髪が短かったが、伸ばして左右にヘアゴムでまとめるようになった。第60話をきっかけにヘアゴムが変わる。
セイラ・キサラギ
イズマの妹で、新米の聖騎士。65話から登場。
兄を視察するために、魔道具の手鏡で変身して学校に潜入に来た。容姿は良い。ノリツッコミ系。秘境から下界に来たばかりで世間知らず。

### 主要人物：上位存在
600年前、混沌教団によって異界より召喚された存在。「混沌の邪神」の呼び名は人間側からのもので、自らを「上位存在」と称し、人間を「下等生物」と呼び見下している。永い年月を生きてきた不滅の存在であるがゆえに、面子を重んじる傾向が強い。聖騎士団との戦いの末に封印された。弱体化した現在の姿のほかにも真の姿がある。
ナプターク
声 - 岡林史泰
混沌の邪神の第五柱『狂乱』のナプターク。異名なし。流々命名の愛称は「ナプタくん」。3話から登場。
黄緑色のヒトデのような姿。5本の腕のうち1本を頭部に、2本を脚に見立てて二足歩行する。頭部にあたる部分には口のような裂け目があり、中に眼球が1個浮かんでいる。
権能「狂乱の咆哮」は、声により生物の精神へ介入・狂気をもたらしその生命体を意のままに支配する。その権能ゆえに、眷属を操ることで自らの手を汚すことなく暗躍する軍師としての立ち回りを得意とする。
マグちゃん同様に古風な口調だが、一人称は「吾輩」、二人称は「己（うぬ）」。何かにつけてマグちゃんと張り合い勝負しようとする。大口をたたく事が多いが基本的に小心者で、調子に乗って痛い目を見る場面が多い。
復活直後にマグちゃんと再会して勝負になった際、策略に嵌りヤドカリ100匹を操った事で、満足に権能を用いることができないほどに疲弊してしまった。その後、一時は生ごみを漁り害獣扱いされるほど落ちぶれたが、藤沢家に拾われて食堂でアルバイトすることになる。食事を摂ることで肉体を復活させることを目指すうちに、料理の面白さに目覚めた。
人気投票1位。
ウーネラス
混沌の邪神の第四柱『摂理』のウーネラス。異名は魔女。流々命名の愛称は「ウネさん」。13話から登場。
暗い水色のクリオネに似た姿。デフォルメされた女性のような頭部を持ち、下半身はスカートのように広がっている。
権能「摂理の脈動」は、あらゆる物体に摂理を組み込み魔道具へと精製する。他にも宙を浮遊する、遠隔地から物品を召喚する、ボディを液体に変化させて狭い場所に潜り込むなどの能力を見せている。
常に泰然としたマイペースな性格をしている。一人称を「私（わたくし）」とする女性語の口調で話す。600年前の聖騎士団との戦いにおいて、下等生物である人間が上位存在である自分に立ち向かう姿に感銘を受け、人間側に寝返り協力することを決心し（自身はこの出来事を「萌え」「箱推し」などといった用語を使って説明している）、封印の宝珠を聖騎士団に与えた。以降、ニンゲンを「下等生物」ではなく「人類」とみなすようになった。600年間の人類文化の影響を受けており、世俗に詳しい。しばしばコスプレ芸を披露する。
聖騎士団本部に拘束されているが、分体を造りイズマに伴って来日した。マグちゃんたちにとっては自分が封印された元凶を生み出した裏切者であり、サブカルチャーに傾倒した言動が理解できないこともあって、胡乱な存在と見なされている。イズマのお目付け役だが、その教育方針は過酷であり、またイズマの思惑から少々ずれた言動をとることから、流々は「反抗期の息子とお母さん」と評している。
聖騎士団がマグちゃんを討伐対象とみなしたため、聖騎士団本部でマグちゃん&イズマと対決する。
デザインモデルはクリオネで、またウミヘビ案もあった。
ゾンゼ＝ゲ
無位の存在（むいのモノ）、『暗澹』のゾンゼ＝ゲ。唯歌命名の愛称は「ウニ助」。29話から登場。
一人称は「自分」で、ひたすらネガティヴな性格。外見は、単眼のウニで、よく涙目になる。権能は「暗澹の荊棘」。300年前に聖騎士団が宝珠に封印したが、ミュスカーに封印を解かれた。デザインモデルはウニの一種ガンガゼ。
グ＝ラ
無位の存在、『金剛』のグ＝ラ。桔梗命名の愛称は「グラッシー」。31話から登場。
一人称は「俺様」で、単純で見栄っ張りな性格。無位ゆえに神の座を目指している。外見は、ギザ歯のカニで、左右のハサミに顔のような模様がついている。権能「金剛の顎門」により、ハサミが自由自在に変形する。宝珠に封印されていたが、ミュスカーに封印を解かれた。デザインモデルはカニの一種カラッパ（参考：ヤマトカラッパ、カラッパ科）。
ミュスカー
混沌の邪神の第三柱『運命』のミュスカー。異名は予言者。流々には名前を覚えてもらえず、最終的に「ミュっさま」で定着する。33話から登場。
混沌教団のフード付きローブをまとい、顔の右半分が髪で隠れた男児。この姿は、形態変化で下等生物＝人間の姿を模したもの。ローブの黄衣はイカのようなフォルムをしている。
混沌教団を立て直し、愚かな下等生物を導こうとしている。マグ＝メヌエクと友達になりたいと言い、教団に迎えようとする。権能「運命の調律」は、確率を司り、偶然や気象現象を意のままに起こす。
真面目すぎる性格で、流々やナプタークには振り回されがち。ウーネラスとは仲が悪く、戦力は優位。コピーマグちゃん（ウーネラス製のゴーレム）を迎えることになったときは大喜びし、しばらく影武者であることに気づかなかった。
力を蓄え、マグちゃんを打倒して陣営に取り込もうと目論むも、ナプタークを侮ったことが仇となり敗北、人間態を保てないほどに弱体化した。
ノス＝コシュ
混沌の邪神の第六柱『夢幻』のノス＝コシュ。異名は夢の皇神。鏻命名の愛称は「ノス公」、流々命名の愛称は「ノスコさん」。50話から登場。
女性型・植物型の邪神。ぐうたらで寝てばかり。他者の夢からエネルギーを得る。権能「夢幻の薫香」は、嗅覚から生物に干渉し、夢に誘う。
一人称は「妄」、古雅な口調で喋る。ミュスカーに封印を解かれ、策に力を貸す。その後、藤沢家に預けられる。鏻の夢がお気に入り。デザインモデルはウミユリ。
ニニツィ
無位の存在、『亜空』のニニツィ。65話から登場。
チンアナゴのような身体を門から伸ばす。権能「亜空の幽門」は、門を作って空間をつなげることができる。軽薄な性格で、あっさりと誰の味方にもなる。セイラのサポートをする。
ユピスス
混沌の邪神の第二柱『久遠』のユピスス。流々命名の愛称は「ユッピー」。73話から登場。
クラゲのような巨大な頭部と腕を持つ。権能「久遠の掌握」は、腕を使い時間を意のままに操る事ができる。知的欲求が強く、流々に興味を持ち彼女がふと漏らした平穏な日常を望む声に応えて町を一日の無限ループに閉じ込めるが、流々から永遠を否定され、神様には見守っていて欲しいと言われた事でループを解除。流々とマグちゃんの出会いから識るために過去に戻って観測を始めた。
シュロ＝シモー
無位の存在、『忘却』のシュロ＝シモー。最終話に登場。
一人称は「儂」。権能は「忘却の霜雪」。宝珠に封印されていたが、ミュスカーに封印を解かれた。デザインモデルはセンジュナマコ。

### 邪神の眷属たち
チヌ / 血濡れし漆黒の猟犬
柴犬の子犬。15話から登場し、成長して成犬となった。
雨の日に藪の中で弱っていたところをマグちゃんに拾われた。思念の共有によりマグちゃんと意思の疎通ができる。当初は野良犬と思われ、眷属が欲しいマグちゃんが自分で面倒を見ることを条件に宮薙家で飼うことになったが、実は迷い犬であり翌日には元の飼い主の家に帰された。だが、迷子から見つけてくれたこと、マグちゃんの教育によりしつけがされていたことを飼い主が喜び、正式にチヌと名付けられいつでも会いに行けるようになった。納豆と散歩が好き。
ヤドカリーズ / 狂乱の軍勢
「狂乱の咆哮」によりナプタークの眷属となった野生のヤドカリたち。全100匹おり、シフト制でナプタークに仕えている。3話から登場。
普通のヤドカリに比べて知能が上がっており、他の邪神やその眷属とも意思疎通が可能で、人間とも邪神の通訳を介すれば会話ができる。ナプタークのことを「りーだー」と呼び慕っている。
海原の覇者
釣り大会でナプタークが「狂乱の咆哮」で呼び寄せた超大物のサメ。ナプタークを慕うが、ナプタークからは怖がられている。ヤドカリーズとは眷属同士仲が良い。9話から登場し、海にいるので出番は少ないが63話で主役となった。
白翼の運び手
聖騎士団の伝書バト兼ウーネラスの乗り物を務める白鳩。自らを騎士と称し、誇り高くキザな性格。7話から登場。基本的にセリフは発さないが、19話でのヤドカリとの会話で性格が明らかとなった。

### その他
宮薙涙依（みやなぎ るい）
流々のおかーさん（母）。医療従事者。39歳。夫とは死別し、流々が中学に入ったころから海外に働きに出ている。
読切版から登場している重要人物であり、初期からしばしば言及されていたが、第24-27話・クリスマスから正月にかけて帰宅した。血盟の書に名前を記し、マグちゃんにたくさん友達を作るよう世界征服の夢を導く。
雪国生まれ。お土産のセンスが微妙。細かい作業をするときは眼鏡をかける。イベントごとに帰宅する。
流々の父
流々のおとーさん（父）。病気がちで流々が小学生のころに死去している。第50-52話にかけて流々の夢に現れた。
藤沢蘭（ふじさわ らん）
声 - 青井玲
錬と鏻の母。ふじさわ食堂店主。ナプタークの働きぶりを気に入る。
藤沢禄（ふじさわ ろく）
錬と鏻の父。ふじさわ食堂料理長。寡黙。
島津泰子（しまづ やすこ）
愛倉町商店街のスナック店主。黒猫のミアちゃんと暮らしている。21話から登場。
閼伽村 奏（あかむら かなで）
理科教師。混沌教団の信徒。規律に厳しい。40話から登場。
邪神を讃えながら混沌舞踏を舞う変人。ミュスカーが、マグ＝メヌエク奪取のために流々の学校に送り込んだものの、人選を間違えたかもしれないと言われる。

## 舞台
しばしば冒頭にて「どこかの海辺の田舎町」「どこかののどかな田舎町」「とある海沿いの田舎町」などと導入される。自治体名は愛倉市愛倉町、駅は古澄駅。大型ショッピングセンター「マルノヤ」がある。なお、流々の通う中学校は「愛倉市立愛倉第一中学校」である。
単行本おまけページ「ウーネラスの下界ふれあい町案内」にて解説がある。

## 書誌情報
- 上木敬 『破壊神マグちゃん』 集英社〈ジャンプ・コミックス〉、全9巻
  1. 「少女 宮薙流々」2020年11月4日発売[集 1][18]、ISBN 978-4-08-882512-0
  2. 「学び舎に響く 混沌の呼び声」2021年1月4日発売[集 2]、ISBN 978-4-08-882531-1
  3. 「北風と太陽」2021年3月4日発売[集 3]、ISBN 978-4-08-882578-6
  4. 「銀世界の邂逅」2021年6月4日発売[集 4]、ISBN 978-4-08-882686-8
  5. 「灯火の尽きる日」2021年8月4日発売[集 5]、ISBN 978-4-08-882733-9
  6. 「星辰流るる彼我の境界」2021年10月4日発売[集 6]、ISBN 978-4-08-882791-9
  7. 「破滅的午餐」2022年1月4日発売[集 7]、ISBN 978-4-08-882880-0
  8. 「神は何を見て晒う」2022年3月4日発売[集 8]、ISBN 978-4-08-883033-9
  9. 「夢見るままに待ちいたり」2022年6月3日発売[集 9]、ISBN 978-4-08-883095-7